# Regierungserklärung zur Deportation illegaler Einwanderer nach Zypern 1946
Die Regierungserklärung zur Deportation illegaler Einwanderer nach Zypern 1946 war ein am 13. August 1946 von der Britischen Regierung unter Clement Attlee veröffentlichtes Dokument, mit der sie auf den steigenden Einwanderungsdruck der Alija Bet reagierte und die Deportation festgenommener Einwanderer in Lager nach Britisch-Zypern, der so genannten Operation Igloo, legitimierte.

## Vorgeschichte
Unter dem Druck arabischer Aufstände in Palästina in den 1930er und 1940er Jahren wurden die Einwanderungsquoten für Juden zunehmend gesenkt. Die jüdischen Einwanderer wichen dadurch mehr und mehr auf konspirative und illegale Methoden aus, um nach Palästina einzureisen. Diese illegale Einwanderung wurde vom Mossad le Alija Bet organisiert und von der Jewish Agency und anderen jüdischen Organisationen wie Hagana, Palmach und Palyam personell, logistisch und organisatorisch unterstützt.
Die britische Mandatsregierung reagierte auf die illegale Einwanderung mit Blockaden und einer rigorosen Verfolgung der illegalen Einwanderer. Die verhafteten Personen wurden in ein Internierungslager bei Atlit deportiert, das schnell seine Kapazitätsgrenzen erreichte. Durch die Umstände in dem Lager und die wiederholten Aktionen des Palmach, den Lagerinsassen zur Flucht zu verhelfen, war die britische Regierung zum Handeln gezwungen. Daher wurden Internierungslager außerhalb Palästinas errichtet, vor allem in Karaulus bei Famagusta, Dekelia und Xylotymbou bei Larnaka auf Zypern. Mit der Regierungserklärung zur Deportation illegaler Einwanderer wurde das neue Vorgehen der britischen Regierung bekannt gemacht und begründet.

## Regierungserklärung
„Governmental Declaration on Deportation of Illegal Immigrants to Cyprus, 13. August 1946
No country in the world has been a better or more consistent friend of the Jewish people than Britain. Wherever the Jews were persecuted the voice of Britain was lifted in protest and, wherever possible, action was taken to mitigate their lot.

When they were persecuted by Hitler, the British people not only protested most vigorously, but a large body of refugees from Nazi barbarism were received in our country. Even during the war, when our people were hard pressed for shelter and supplies, more were allowed in. Altogether 200.000 refugees - a large proportion of them Jews - landed in Britain.

It was under the British mandate that nearly 400.000 Jews settled legally in Palestine, where a great Jewish community now exists. When it was threatened with Nazi invasion - a terrible threat to the Palestinian Jews - British arms prevented that dread possibility. The Jews in Palestine were given arms so that they might be equipped for their own defence and to enable them to take part in the common struggle. In Britain there are no pogroms: Jews enjoy all the rights of civil liberty.

For all these reasons His Majesty's Government can no longer tolerate this attempt to force their hand in framing a new policy for Palestine. They have made urgent representations to the Governments of the countries from which the immigrants are despatched in order to stop the traffic at its source. In addition instructions have been given to the Palestine authorities that the reception into Palestine of illegal immigrants must cease.

Accordingly, immigrants arriving illegally will henceforward be conveyed to Cyprus or elsewhere and housed in camps there until a decision can be taken as to their future. Meanwhile, it is fully understood that many of the illegal immigrants concerned have come through conditions of great hardship in circumstances not under their control, and all reasonable measures will be taken for their health and well-being.

In announcing this decision, His Majesty's Government wish to make it clear that, while they cannot tolerate this attempt by a minority of Zionist extremists to exploit the sufferings of unfortunate people in order to create a situation prejudicial to a just settlement, they are deeply sensible of the sufferings undergone by a Jewish community and anxious to bring them to an end and as soon as possible.

It is clear that a permanent solution of this complicated question an only be brought about if Jews and Arabs are prepared to enter upon discussions in a realistic and constructive spirit in order to evolve a practical scheme for harmonising the claims of these two historic peoples.“

## Inoffizielle Übersetzung
Kein Land der Welt war ein besserer oder beständigerer Freund des jüdischen Volkes, als Britannien. Wo auch immer die Juden verfolgt wurden, wurde die Stimme Britanniens zum Protest erhoben und, wo immer möglich, Maßnahmen ergriffen um ihr Los zu lindern.
Als sie von Hitler verfolgt wurden, protestierte das britische Volk nicht nur am energischsten, auch ein großer Hauptteil der Flüchtlinge vor der Barbarei der Nazis wurde in unserem Land empfangen. Selbst während des Krieges, als unser Volk schlecht geschützt und versorgt war, wurde noch weiteren die Einreise gestattet. Insgesamt 200.000 Flüchtlinge, ein großer Anteil davon Juden, landeten in Britannien.
Unter dem Britischen Mandate siedelten annähernd 400.000 Juden legal in Palästina, wo nun eine große jüdische Gemeinschaft besteht. Als es durch eine Invasion der Nazis bedroht wurde - ein fürchterlicher Gedanke für die palästinensischen Juden - verhinderten britische Waffen diese grauenhafte Möglichkeit. Den Juden in Palästina wurden Waffen gegeben, um sie auszurüsten für ihre eigene Verteidigung, und sie zur Teilnahme am gemeinsamen Kampf zu befähigen. In Britannien gibt es keine Pogrome: Juden genießen alle Rechte der zivilen Freiheit.
Aus all diesen Gründen kann die Regierung Seiner Majestät diesen Anschlag nicht länger tolerieren, der ihre Hand zu einem neuen Kurs für Palästina zwingen soll. Sie erhob dringenden Einspruch bei den Regierungen der Länder, von denen die Einwanderer abgehen, mit dem Ziel den Verkehr an seiner Quelle aufzuhalten. Darüber hinaus wurden Anweisungen an die palästinensischen Behörden gegeben, dass die Aufnahme illegaler Einwanderer in Palästina beendet werden muss.
Demgemäß werden künftig illegal ankommende Einwanderer nach Zypern oder an andere Orte verbracht, und in Lager untergebracht bis eine Entscheidung über ihre Zukunft getroffen werden kann. Währenddessen ist es vollkommen selbstverständlich, dass viele der betroffenen illegalen Einwanderer durch Umstände schwerer Bedrängnis kommen werden, die nicht unter ihrem Einfluss stehen, und alle angemessenen Maßnahmen für ihre Gesundheit und ihr Wohlergehen ergriffen werden.
Mit der Bekanntgabe dieser Entscheidung wünscht die Regierung Seiner Majestät es klarzumachen, daß, obwohl sie diese Bestrebungen einer Minderheit zionistischer Extremisten, die Leiden der unglücklichen Menschen auszunutzen um eine abträgliche Situation für eine angemessene Einigung zu schaffen, nicht tolerieren kann, sie [die Regierung Seiner Majestät] der Leiden der jüdischen Gemeinschaft zutiefst bewusst ist, und darum bemüht ist, sie so bald als möglich zu einem Ende zu bringen.
Es ist klar, dass eine dauerhafte Lösung dieser komplizierten Frage nur arrangiert werden kann, wenn Juden und Araber bereit sind, in einem realistischen und konstruktiven Geist an Diskussionen teilzunehmen, um praktizierbare Maßnahmen zu entwickeln um die Ansprüche dieser beiden historischen Völker zu harmonisieren.

## Folgen
Die durch die Regierungserklärung eingeleitete Deportation in Lager auf Zypern reduzierten nicht die illegale Einwanderung, so dass auch die dortigen Lager bald überfüllt waren. Die Regierungserklärung hatte damit ihr Ziel verfehlt.
Die untragbaren Zustände in den Lagern und der Versuch der Briten, mit der Operation Oasis auch Lager in Deutschland zu nutzen (siehe das Schicksal der Exodus), rückten Großbritannien bei der Weltöffentlichkeit in ein schlechtes Licht. Die unvermindert anhaltende Einwanderungswelle und die kontinuierlichen Fluchtversuche aus den Lagern banden britische Militärkräfte, was zusammen mit den anhaltenden Spannungen und Gewalttätigkeiten im Mandatsgebiet selbst für eine Zermürbung sorgten. In Konsequenz legte die Britische Regierung das Völkerbundsmandat für Palästina nieder.